# Carrozzeria Boano
Die Carrozzeria Boano war ein italienischer Karosseriehersteller aus Grugliasco bei Turin, der zwischen 1954 und 1957 eine Reihe von Sportwagen einkleidete. Einige Karosserien wurden von Boano selbst entworfen, in anderen Fällen übernahm Boano lediglich die handwerkliche Umsetzung eines Fremdentwurfs. Das Unternehmen wird in erster Linie mit dem Ferrari 250 GT in Verbindung gebracht, für den es zahlreiche Aufbauten herstellte. Nachfolger des Unternehmens ist die Carrozzeria Ellena.

## Unternehmensgeschichte
Die Carrozzeria Boano wurde 1954 von Felice Mario Boano gegründet. Der 1903 geborene Boano war seit den 1930er Jahren für Unternehmen wie Vignale oder Ghia als Karosseriegestalter tätig gewesen. Von 1944 bis 1953 hatte er die Carrozzeria Ghia geführt, deren Teilhaber er in dieser Zeit war. Nach der Gründung seines eigenen Karosseriewerks, das er zusammen mit seinem Sohn Gian Paolo Boano und Luciano Pollo führte, beschäftigte sich Boano zunächst mit Aufbauten für Alfa Romeo und Abarth, die zumeist Einzelstücke blieben. Ab 1956 befasste sich das Unternehmen dann in erster Linie mit Ferrari-Fahrgestellen. Boano stellte in diesem und im folgenden Jahr einen Großteil der Karosserien für den Ferrari 250 GT her; daneben entstanden weiter Einzelstücke auf unterschiedlichen Chassis. 1957 wurde Boano Leiter des Fiat Centro Stile, für das er zahlreiche Karosserien entwarf, darunter die der Fiat 130 Limousine. Mit Boanos Wechsel zu Fiat stellte Die Carrozzeria Boano die Produktion von Ferrari-Aufbauten ein. Der Produktionsauftrag wurde auf die Carrozzeria Ellena übertragen, ein Karosseriewerk, das 1954 von Boanos Schwiegersohn Ezio Ellena gegründet worden war. Die Carrozzeria Ellena bestand bis 1966.

## Fahrzeuge der Carrozzeria Boano
Das bekannteste Fahrzeug der Carrozzeria Boano ist das Ferrari 250 GT-Coupé, das eine von Pininfarina entworfene Karosserie trug und heute als Klassiker gilt. Daneben entstanden zahlreiche weitere Fahrzeuge, die zum Teil Aufsehen erregend eingekleidet waren.

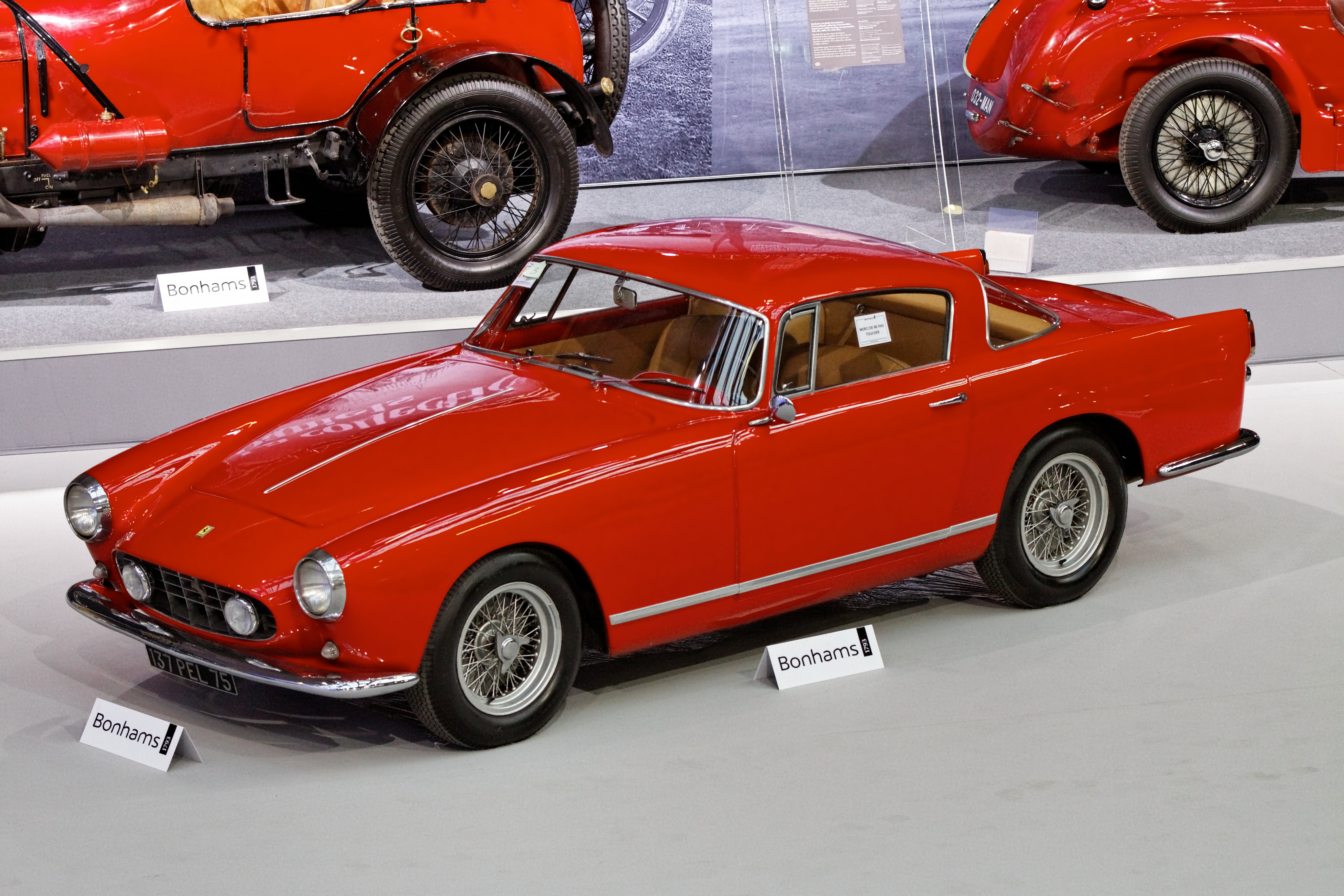
Prägnante Dachpartie: Ferrari 250 GT „Boano“

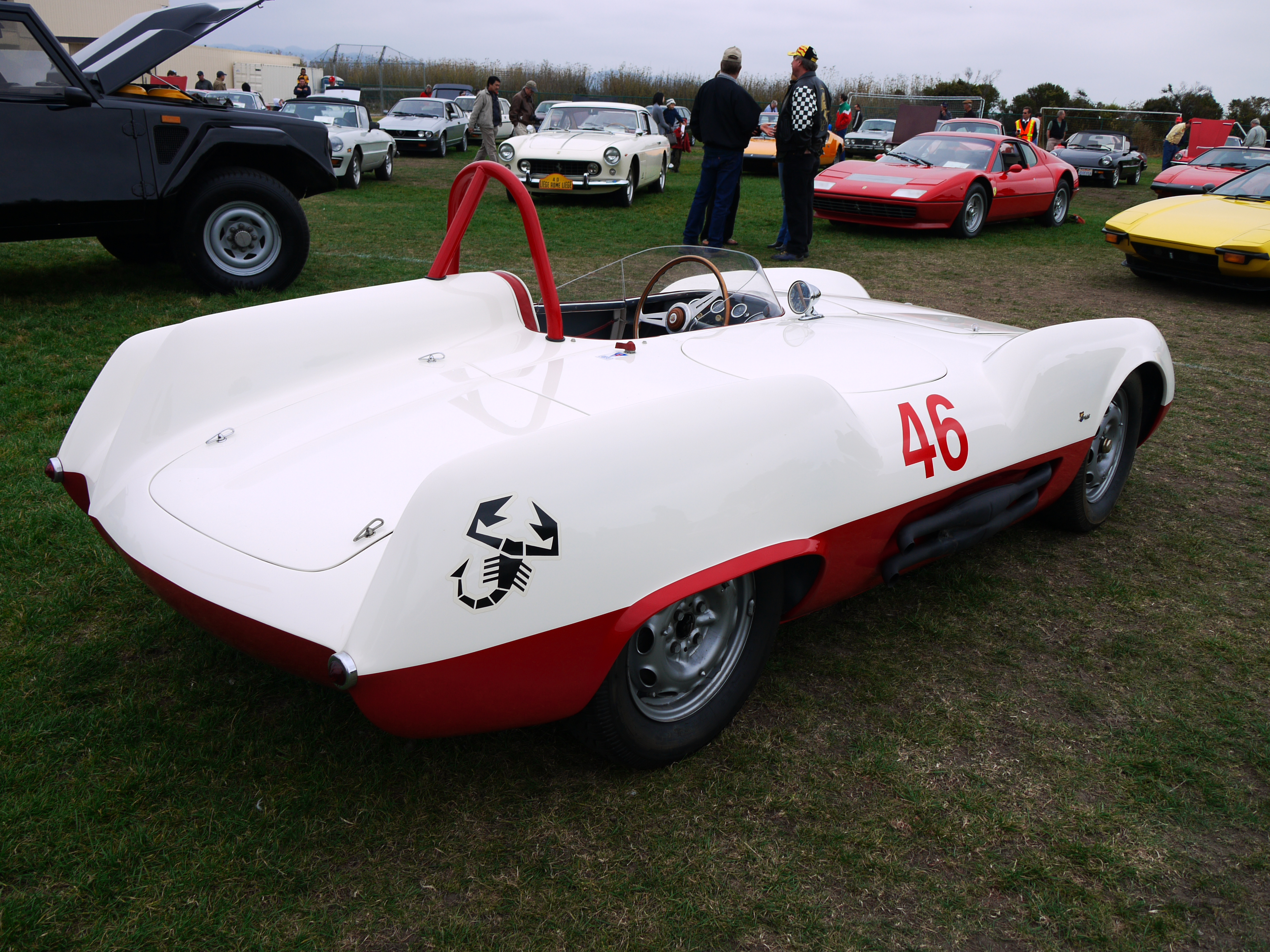
Bei Boano gebaut: Abarth 207

### Der Ferrari 250 GT Boano
1956 entwarf Mario Boano einen Cabriolet-Aufbau für den Ferrari 250 GT. Das Fahrzeug wurde auf dem Genfer Automobilsalon 1956 auf dem Ferrari-Stand öffentlich präsentiert.
Neben Boanos Cabriolet wurde in Genf auch eine von Pininfarina gestaltete Coupé-Version des 250 GT ausgestellt. Ein besonderes Merkmal des Pininfarina-Entwurfs war die hohe Gürtellinie, die zu dem sehr niedrigen Dach in Kontrast stand. Der knapp geschnittene Dachaufbau wies hinter der B-Säule eine Panoramascheibe auf. Das Ausstellungsstück hatte Pininfarina noch selbst hergestellt; für eine Serienfertigung, die nach positiven Publikumsreaktionen geboten war, fehlten Pininfarina jedoch die Kapazitäten. Den Auftrag zur Serienproduktion des Pininfarina-Coupés erhielt daraufhin die Carrozzeria Boano, die zwischen 1956 und 1957 etwa 70 Exemplare herstellte. In stilistischer Hinsicht hielt sich Boano streng an Pininfarinas Entwurf. Die Fahrzeuge werden heute zumeist als Ferrari 250 GT Boano bezeichnet.
Nachdem die Carrozzeria Boano 1957 den Betrieb eingestellt hatte, nahm die Carrozzeria Ellena die Produktion der Pininfarina-Coupés Ende 1957 wieder auf. Die Ellena-Versionen entsprachen weitgehend den bei Boano gebauten Karosserien, allerdings hatten die meisten von ihnen ein höheres Dach; zudem wiesen sie im Detail einige technische Modifikationen auf. Ellena stellte etwa 50 weitere Exemplare des 250 GT mit Pininfarina-Karosserie her. Ab 1958 wurde die Produktion der 250 GT-Coupés zu Pininfarina verlagert.

### Ferrari  410 Superamerica
Auf der Basis des Ferrari 410 Superamerica gestaltete Boano je ein Coupé und ein Cabriolet. Die Fahrzeuge blieben Einzelstücke.

### Alfa Romeo
Boano entwarf bzw. baute eine Reihe von Sonderaufbauten für Alfa-Romeo-Fahrzeuge.
Dazu gehörte ein Sportwagen für den argentinischen Präsidenten Juan Peròn, der auf einem gebrauchten 6C 3000 -Chassis beruhte und von Mario Boano mit einer an den Disco Volante erinnernden Coupé-Karosserie eingekleidet war. Das Fahrzeug blieb ein Einzelstück, allerdings wurde auf Basis des Alfa 1900 SS ein sehr ähnliches Fahrzeug angefertigt und 1955 auf dem Turiner Salon gezeigt. Dieses Fahrzeug blieb ebenfalls erhalten.
Etwas später gestaltete Boano eine zweitürige, Primavera genannte Version des Alfa Romeo 1900, die in Anlehnung an die Linien des Ferrari 250 GT ebenfalls eine hintere Panoramascheibe aufwies. Boano stellte von diesem Modell zwischen 1955 und 1957 zahlreiche Exemplare her.

### Jaguar
1955 entwarf der französische Designer Raymond Loewy auf der Basis des Jaguar XK 140 ein zweisitziges Stufenheck-Coupé, dessen Karosserie einige futuristische Elemente trug. Die Fahrzeugfront verlief spitz zu, die Scheinwerfer waren zurückversetzt und saßen in abgerundeten Tunneln. Auf der Motorhaube befand sich eine auffällige Hutze. Das Heckfenster war als Panoramascheibe gestaltet und wurde vom Dachteil durch einen breiten, verchromten Überrollbügel getrennt. Weder am Heck noch an der Frontpartie trug der Wagen Stoßstangen. Boano stellte die Karosserie im Auftrag Loewys her.

### Lincoln
Für die amerikanische Luxusmarke Lincoln entwarf Gian Paolo Boano 1955 ein Konzeptfahrzeug Indianapolis, das zunächst in Turin und später in den Vereinigten Staaten von Amerika ausgestellt wurde. In einigen Details beeinflusste es die Gestaltung des ab 1956 serienmäßig hergestellten Lincoln Premiere. Der Indianapolis soll in den 1960er Jahren Errol Flynn gehört haben.